# 布吕讷欧
布吕讷欧（法語：Brunehaut，法語發音：[bʁyn(ə)o]）是比利时瓦隆大区埃諾省图尔奈-穆斯克龙区的一个市镇，南与法国接壤，通行法语，是比利时法语社群的一部分，人口8,105人（2018年1月1日）。